# 济宁东大寺
35°24′14″N 116°34′56″E / 35.40389°N 116.58222°E
济宁东大寺位于中国山东省济宁市任城区上河西街古运河西岸，是始建于明代的清真寺，2006年被列为第六批全国重点文物保护单位。
济宁东大寺始建于明洪武年间，天顺三年扩建，清康熙年间再扩建，乾隆三十五年（1770年）钦命重修。寺坐西朝东，东西102米，南北60米，建筑面积1518平方米，主要建筑有石坊、大门、邦克亭、大殿、望月楼、后门牌楼、讲堂、水房等。主体建筑大殿面阔28米，进深40余米，高30米，由卷棚顶抱厦、前殿、后窑殿三部分相连组成，前殿单檐歇山顶，后窑殿为三层楼阁式建筑。
- 正面（东面）
- 正面（东面）
- 大殿（前殿、后窑殿）北侧面
- 大殿（前殿、后窑殿）背面